# Morčata na útěku
Morčata na útěku (Les cochons d'Inde en cavale) est un groupe de musique tchèque de Brno (République tchèque), fondé en 2004. 

## Discographie
- 2004 Hlavně se s tím nesrat (Ne pas s'emmerder avec)
- 2005 Kouření může zabíjet (Fumer peut tuer)
- 2006 Konec řezníků v Čechách (La fin des bouchers en Bohême)
- 2007 Při požáru otevřit!!! (Ouvrir en cas d'incendie !!!)
- 2008 Jsme trochu jiný (On est un peu différents)